# Lewiston Woodville
Lewiston Woodville é uma cidade  localizada no estado norte-americano de Carolina do Norte, no Condado de Bertie.

## Demografia
Segundo o censo norte-americano de 2000, a sua população era de 613 habitantes.
Em 2006, foi estimada uma população de 584, um decréscimo de 29 (-4.7%).

## Geografia
De acordo com o United States Census Bureau tem uma área de
5,1 km², dos quais 5,1 km² cobertos por terra e 0,0 km² cobertos por água. Lewiston Woodville localiza-se a aproximadamente 11 m acima do nível do mar.

## Localidades na vizinhança
O diagrama seguinte representa as localidades num raio de 20 km ao redor de Lewiston Woodville.